# The Blackjacks
I Blackjacks sono stati un tag team di wrestling attivo dal 1971 al 1984 in varie federazioni, incluse American Wrestling Association e World Wide Wrestling Federation, composto da Blackjack Mulligan e Blackjack Lanza. Nel 2006 sono stati introdotti nella WWE Hall of Fame.

## Storia
La coppia si formò nel 1971. Il loro manager era Bobby Heenan. Conquistarono numerosi titoli tag team, inclusi il WWA Tag Team Championship e due cinture di coppia nella WCCW. Tuttavia, i Blackjacks sono maggiormente conosciuti per avere vinto il WWWF Tag Team Championship (con Lou Albano come manager) il 26 agosto 1975, sconfiggendo Dominic DeNucci & Pat Barrett.
Dopo la permanenza nella WWWF si divisero ed ognuno prese la propria strada. Si riunirono nel 1983 nella AWA fino alla scioglimento della coppia nel 1984. Lanza si ritirò dal wrestling nel 1985 e divenne un road agent per la WWF (WWWF). Mulligan fece ritorno alla WWF, poi passò a lottare in Florida e in Texas fino al suo ritiro dal ring nel 1989.
Il 1º aprile 2006 i Blackjacks sono stati ammessi nella WWE Hall of Fame, introdotti dalla presentazione di Bobby Heenan durante la cerimonia di ammissione. Nel 2016 sono stati inseriti nella Professional Wrestling Hall of Fame and Museum.
Mulligan è morto il 4 aprile 2016 all'età di 74 anni a causa di una patologia cardiaca retaggio di altri problemi di salute.
Lanza è morto l'8 dicembre 2021 all'età di 86 anni.

## Titoli e riconoscimenti
- Big Time Wrestling
  - NWA American Tag Team Championship (2)[3][4]
  - NWA Texas Tag Team Championship (1)
- Professional Wrestling Hall of Fame
  - Classe del 2016[5]
- World Wrestling Association
  - WWA World Tag Team Championship (1) [6]
- World Wide Wrestling Federation
  - WWE Hall of Fame (Classe del 2006)
  - WWWF World Tag Team Championship (1)